# Dominik Faust
Dominik Faust (* 10. Juni 1954 in Rüdesheim) ist ein  deutscher Geomorphologe. Zwischen 2000 und 2020 war er Inhabers des Lehrstuhls für Physische Geographie an der Technischen Universität Dresden.

## Leben
Ab 1974, nach seinem Abitur an der Fürst-Johann-Ludwig-Schule in Hadamar, studierte Faust Geographie, Bodenkunde und Botanik an der Johann Wolfgang Goethe-Universität Frankfurt am Main.
Von 1986 an war er Wissenschaftlicher Mitarbeiter am Lehrstuhl Physische Geographie (Klaus Gießner) der Katholischen Universität Eichstätt-Ingolstadt, wo er 1989 über die Pedogenese und Eigenschaften der Böden der Monts Kabyè (N-Togo) mit Auszeichnung promoviert wurde. Nach einem zwei Jahre dauernden beruflichen Engagement als Ressourcenschutzexperte im Auftrag der Kreditanstalt für Wiederaufbau (KfW) in Nordtunesien wurde er 1995 habilitiert mit einer Arbeit zur Landschaftsentwicklung und Bodenerosion im westlichen Mediterranraum. Seine wichtigsten akademischen Lehrer waren Arno Semmel, Klaus Gießner sowie Wolfgang Plass. Nach mehreren Lehrstuhlvertretungen (Freie Universität Berlin und Technische Universität Darmstadt) folgte er 2001 einem Ruf an die Technische Universität Dresden und übernahm den Lehrstuhl für Physische Geographie. Dominik Faust wurde am 1. April 2020 in den Ruhestand verabschiedet.

## Wirken
Nach seiner Habilitation leitete Dominik Faust mehrere DFG-Projekte mit einer räumlichen Fixierung auf den Mediterranraum. Seine wissenschaftlichen Schwerpunkte und Kompetenzen liegen in der Paläobodenforschung, Paläoumweltforschung, der Bodengeographie (Bodenerosionsforschung) und der Geomorphologie. Er gilt als Kenner Westafrikas und der subtropisch-randtropischen Trockengebiete und als Experte für die Iberische Halbinsel. Im Schwerpunkt behandeln seine Publikationen und Buchbeiträge Fragen zur Archiv- und Prozessforschung, zur Bodengeographie und zur Geoarchäologie.
Faust ist Mitglied in der Deutschen Bodenkundlichen Gesellschaft (DBG), der Deutschen und Internationalen Quartärvereinigung (DEUQUA und der INQUA) sowie der Spanischen Quartärvereinigung (Associacion de Quaternaristas Espanolas, AEQUA). Seit 2006 ist er zweiter Vorsitzender des Arbeitskreises Geomorphologie der DGfG und Mitherausgeber der Zeitschrift Quaternary International (QI), dem Zentralorgan der INQUA, sowie der Dresdener Geographischen Arbeiten.